# Alan Reeves (Komponist)
Alan David Reeves (* 20. Jahrhundert) ist ein britischer Filmkomponist, Musikproduzent und Hammond-Organist.

## Leben
Alan Reeves etablierte sich als Hammond-Organist verschiedener Bands und Gruppierungen. Ab 1968 spielte er im Rock-Projekt Clinic, das Filmmusik für Die Straße nach Salina beisteuerte und 1973 ein Album veröffentlicht hat. Ab Mitte der 1970er Jahre wurde er überwiegend als Komponist für Filmmusik bekannt. Für den Score für To Walk with Lions wurde er 2001 für einen Genie Award nominiert. 2004 erschien der Clinic-Song The Chase im Film Kill Bill – Volume 2 und dem dazugehörigen Album.
2014 veröffentlichte Reeves seine Autobiografie Sex Booze & Blues.

## Filmografie (Auswahl)
- 1995: Rainbow
- 1997: Ruf der Wildnis (The Call of the Wild: Dog of the Yukon)
- 1997: Hemoglobin (Bleeders)
- 1997: Hate – Haß (Natural Enemy)
- 1998: Abenteuer auf der Schäferinsel (Owd Bob)
- 1998: For Hire – Tödlicher Auftrag (For Hire)
- 1998: Das kleine Einhorn (Nico the Unicorn)
- 1999: To Walk with Lions